# Ballads and Blues (album George’a Winstona)
Ballads and Blues – debiutancki album studyjny amerykańskiego pianisty George’a Winstona wydany w roku 1972. Został ponownie wydany w 1994 roku nakładem Winston’s Dancing Cat, następnie znów wydany 5 października 2006 roku.

## Lista utworów
| #  | Tytuł                        | Długość | Muzyka           |
| -- | ---------------------------- | ------- | ---------------- |
| 1  | Highway Hymn Blues           | 3:00    | George Winston   |
| 2  | Song                         | 3:20    | George Winston   |
| 3  | Go ’Way From My Window       | 1:30    | John Jacob Niles |
| 4  | The Woods East of Deland     | 2:58    | George Winston   |
| 5  | Brenda’s Blues               | 1:44    | John Fahey       |
| 6  | Miles City Train             | 5:59    | George Winston   |
| 7  | New Hope Blues               | 1:40    | George Winston   |
| 8  | Theme for a Futuristic Movie | 1:55    | Michael S. Roth  |
| 9  | Rag                          | 5:55    | George Winston   |
| 10 | Untitled                     | 5:49    | George Winston   |